# Taino (popolo)

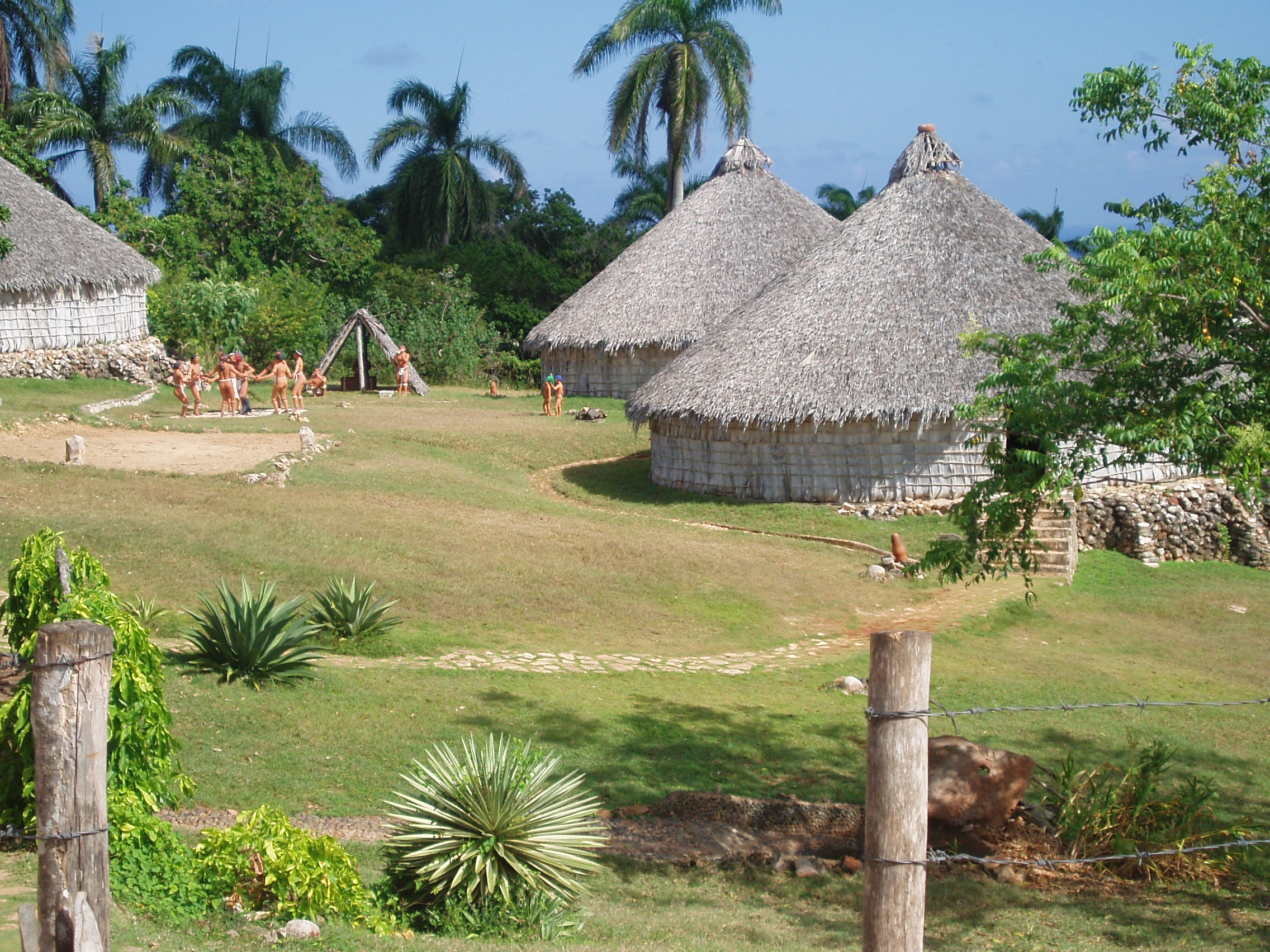
Ricostruzione di un villaggio taino a Cuba.

La distribuzione delle popolazioni taino, caribe e arawak al tempo dell'arrivo degli spagnoli nelle isole caraibiche.

I Taíno sono stati tra i primi popoli amerindi a popolare i Caraibi -preceduti dagli Igneri - regione nella quale giunsero dal Sud America. Molti storici ritengono che la scomparsa di questo popolo sia avvenuta a causa del genocidio commesso dagli europei durante la loro conquista e delle malattie infettive arrivate con i colonizzatori.
Quando i primi navigatori dall'Europa raggiunsero i Caraibi, i Taino stavano perdendo lo scontro con l'etnia rivale dei Caribe. In quel momento la società dei Taino si divideva in diversi regni controllati da signori, i caciques, ai quali erano dovuti dei tributi. Bartolomé de Las Casas, nel suo libro Historia de las Indias (1561), riferisce che nell'anno 1508 rimanevano circa 60000 Taino nell'isola di Hispaniola. Nel 1531, lo sfruttamento e le malattie avevano ridotto il numero a 600.
In realtà i Taino si mescolarono probabilmente con i colonizzatori europei, dato che l'attuale popolazione residente nei Caraibi ed, in particolare, a Porto Rico, presenta alle analisi genetiche un'elevata ascendenza Taino. Diverse persone si identificano oggi come Taino, in particolare tra i portoricani, dominicani e cubani, tuttavia è un elemento di discussione se la cultura taino sia effettivamente sopravvissuta o se si sia gradualmente fusa in un'identità culturale condivisa che discende dalle culture africana, europea e taino, identificata oggi in senso generale come "caraibica".

## Provenienza
Le origini degli indios taínos sono legate allo spostamento nelle isole di popolazioni della costa venezuelana dei Caraibi. Un'analisi della loro mitologia e simbologia porta a supporre che tali popolazioni sono imparentate con le popolazioni maya dello Yucatán, del Guatemala e di altre regioni adiacenti. Lo studioso Rudolf Schuller nel libro El huracán, dios de la tormenta y el Popol Vuh indica molti parallelismi tra la tradizione maya e quella degli indios taino. Queste similitudini comprendono anche l'idea fondamentale che ci siano due demiurghi, Yocahú, il grande padre, e Guabancex, la grande madre serpente, dal cui accoppiamento ha origine il ciclo solare.
La lingua taina è chiamata comunemente arawak delle isole ed ha molti tratti in comune con l'arawak del continente sudamericano.

## Società
Gli indios tainos si dividevano in tre classi sociali distinte, i "Naborias", o cittadini lavoratori della terra, i "Nitainos", o notabili e nobili e i "Bohiques Chamanes" cioè i sacerdoti. C'era poi in ogni tribù un "Cacique", cioè un capo tribù, chiamato anche "Guare" o "Yucayeque". Inoltre era presente una sorta di capo supremo al quale i diversi capi tribù portavano dei tributi.
Il territorio dei taino era suddiviso in un gran numero di feudi di diversa estensione a volte con relazioni di vassallaggio tra loro. Il cronista Fernández de Oviedo racconta che nell'isola di Hispaniola c'erano 5 grandi cacicchi al di sotto dei quali ce ne erano altri che avevano meno importanza. I cacicchi taino ricevettero pacificamente gli europei, considerandoli, come fecero quasi tutte le popolazioni dell'America, alla stregua di dei scesi dal cielo. Dopo però aver potuto vedere gli abusi dei nuovi venuti, i cacicchi organizzarono i loro uomini e si ribellarono ai propositi di sottomissione e schiavizzazione dei nuovi arrivati. Le armi moderne dei conquistatori, archibugi, balestre, cannoni furono la chiave della sconfitta dei cacicchi.
A Boriken (Porto Rico), tra i cacicchi più importanti all'epoca dell'arrivo degli spagnoli, si ricordano (tra parentesi la zona dove governavano): Agüeybana e Guaybaná (Guánica) - due tra i più potenti dell'isola -, Aramaná (rive del fiume Toa), Arasibo (Arecibo), Cacimar (Vieques), Caguax (Caguas), Canóbana (area del río Grande de Loíza), Daguao (Ceiba), Guacabo (Manatí), Guaraca (area del río Guayanés), Guarionex (Utuado), Guayama (Guamaní), Jumacao (Humacao), Jayuya (Jayuya), Luisa (Loíza), Luquillo (Luquillo), Mabodomaca (Guajataca), Mabó (Guaynabo), Majagua (Bayamón), Mayagoex (Mayagüez) e Orocovis (Orocovis).
I paesi si trovavano in radure nella foresta, non sulla costa; c'erano due tipi di abitazioni, il bohio, costruzione circolare nella quale vivevano insieme anche più nuclei familiari e il caney, costruzione più grande e rettangolare nella quale abitava il cacicco con la sua famiglia. Queste capanne venivano realizzate con foglie di palma, raccolte sulle rive di fiumi o laghi e con legname. Per dormire si usavano delle amache di cotone (la parola amaca è di origine taina). Gli indumenti erano molto poveri soprattutto a causa della mitezza del clima; i conquistatori trovarono che gli uomini indossavano soltanto delle pelli a coprire i genitali e le donne, se sposate, una gonnellina di paglia, cotone o foglie, chiamata nagua, altrimenti se non sposate erano nude. Anche i bambini e i giovinetti delle tribù andavano tutti nudi. Era abitudine di entrambi i sessi dipingersi il corpo con colore: nero, bianco, rosso o giallo e decorarsi i corpi con tatuaggi per proteggersi dagli spiriti maligni. Usavano adornarsi orecchie e labbra con: oro, argento, pietre, ossa o conchiglie.
Erano abili nel creare ceste, nel fare vasi di ceramica, nel tagliare il legno, nel fare reti per la pesca e nell'oreficeria (l'oro si trovava soprattutto nei fiumi di Porto Rico). Gli spagnoli estrassero più di 10 tonnellate d'oro, terminando le riserve dell'isola e spogliarono i cacicchi dei pochi oggetti che avevano.
I cacicchi praticavano la poligamia, cosa che non facevano gli appartenenti alla classe più bassa. La pratica della poligamia era giustificata per il gran numero di ragazze nubili e il fatto che, presso i taino, non avere figli era considerato un disonore; la ricchezza dei cacicchi, il loro stato e le poche aspirazioni della gente comune, permettevano ai cacicchi di avere diverse mogli e diversi figli da ciascuna moglie. La poligamia aumentò soprattutto a causa delle costanti lotte con le altre popolazioni caraibiche. Le numerose perdite tra gli uomini e la necessità continua di nuovi guerrieri furono fattori determinanti per lo sviluppo della poligamia tra le tribù taine.

## Religione

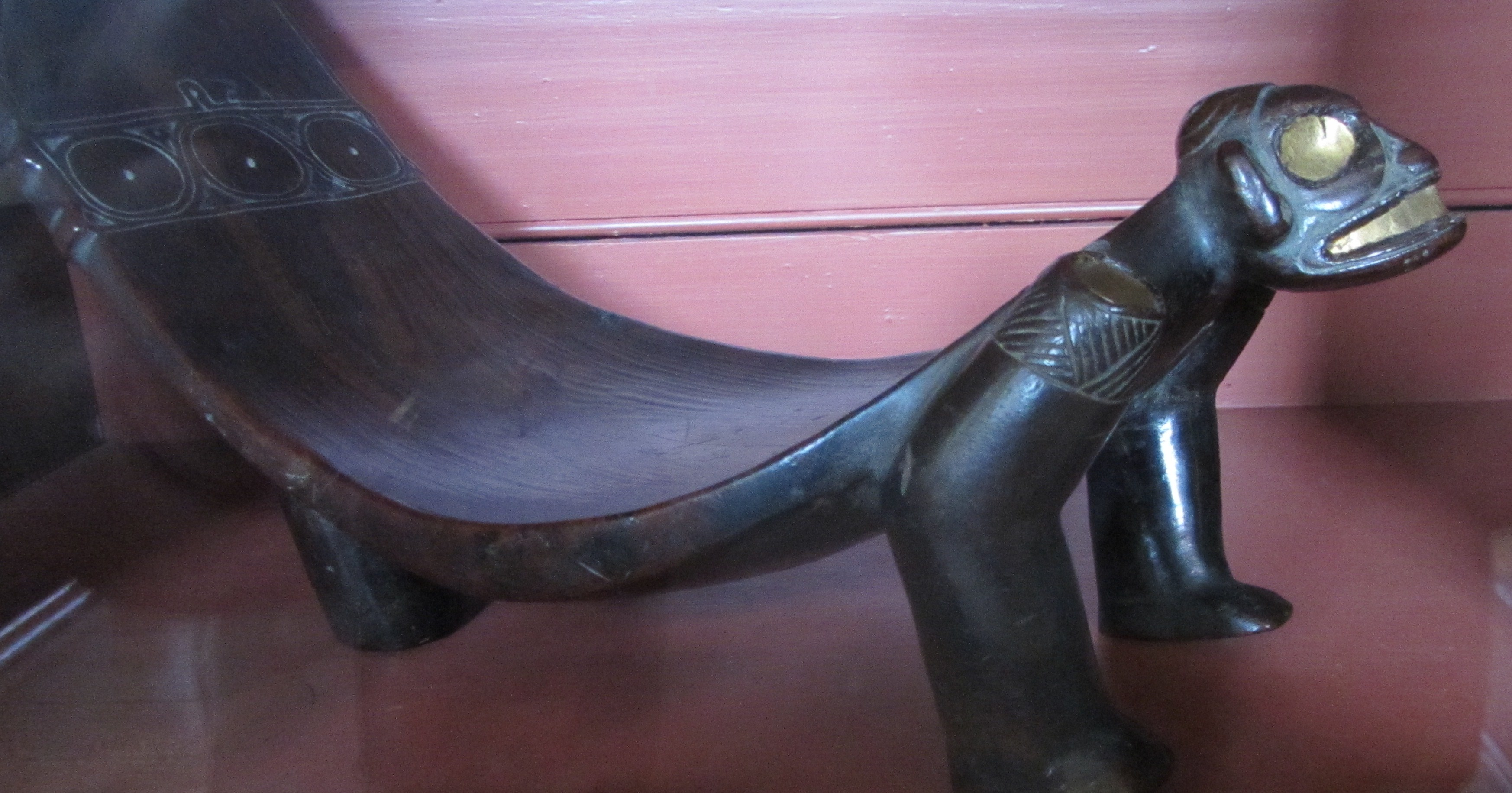
Sedia rituale taino, Santo Domingo, XIII-XV secolo (British Museum).

I taino avevano due divinità principali, il dio del bene, Yukiyù o Yucahù che significa spirito della yucca e il dio del male, Juracán.
Il mondo taino era diviso in quattro parti e un centro che erano governati rispettivamente dal sole e dal suo gemello Guatauba, creatore delle montagne e del fuoco, figli entrambi di Yucahù. C'era anche Coastrique, gemello notturno della morte che governava gli uragani e le trombe d'acqua e che faceva riferimento al mito del diluvio.
Nella struttura sociopolitica di carattere teocratico-guerriero il cacicco e lo sciamano, anche detto boicco, rappresentano la dualità dei poteri soprannaturali del giorno e della notte.
La parola cacicco inizia con il morfema ca, che proviene da cauni, che significa oro, perché il cacicco rappresenta il potere solare del dio del fuoco. Invece la parola boicco ha la radice contenente le parole: boa, coa, toa e bohio la casa associata alla metà serpente della tribù.
È ormai provato che anche il ciclo mitologico del Popol Vuh ha avuto un notevole influsso nelle Antille. L'aspetto più caratteristico della mitologia taina è il rapporto tra: gli spiriti, gli uomini, gli animali, le piante e gli esseri inanimati. Questa forma di animismo dava grandi poteri allo sciamano, considerato l'unico capace di dominare gli spiriti.
Allo scopo di controllare gli spiriti costruivano piccoli idoli di: cotone, pietra, osso o conchiglie, chiamati cemí o zemí. Gli zemí avevano dei poteri nei confronti degli uomini perché in essi risiedevano gli spiriti che regolavano le attività umane.

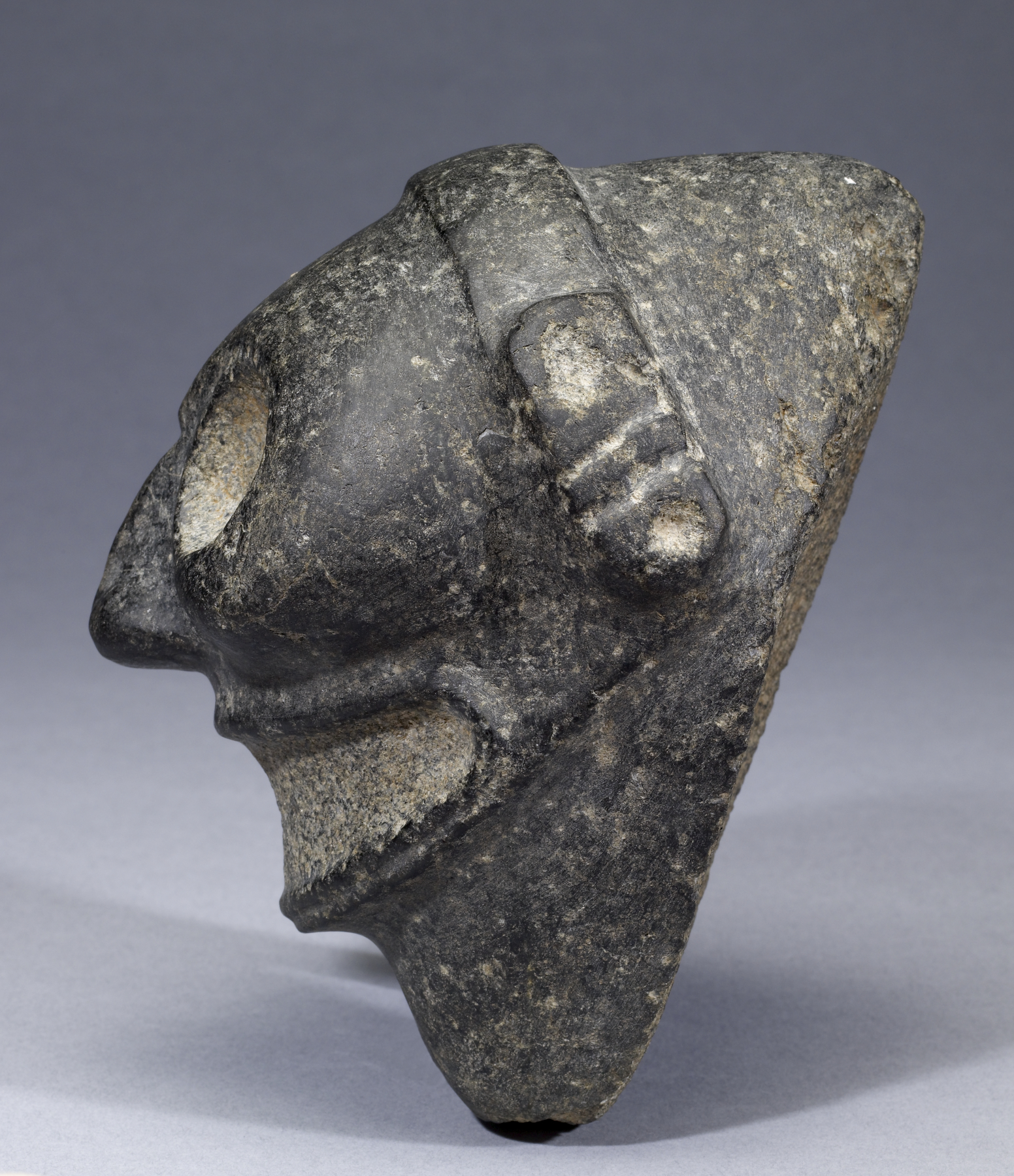
Zemí taino

Nel 1907 Fewkes studiando gli idoli taino, arrivò alla conclusione che i taino credevano in due esseri soprannaturali chiamati zemí che erano i progenitori di tutti gli altri. Questi due progenitori erano rappresentati da idoli di pietra, legno o fango ai quali gli indigeni rivolgevano le proprie preghiere e alla cui presenza celebravano riti per chiedere abbondanza di frutti e buona sorte per la razza umana. Un gruppo di questi zemis rappresentava gli antenati del clan e lo tutelava. Il culto di questi idoli si praticava per lo più in famiglia e le loro immagini erano custodite nella casa tempio del cacicco.
Ramón Pané, un frate che tra il 1494 e il 1498 visse presso i taino a Santo Domingo, scrisse rispetto alle loro credenze religiose che Yocahú (il padre creatore) vive nel cielo, è un essere immortale che nessuno può vedere e anche se ha una madre non ha principio e sua madre, anche lei una divinità senza principio, ha diversi nomi: Atabex, Yermaoguacar, Apito e Zuimaco. Fernández de Oviedo, quando parla della coppia divina dice: "Lo zemì è il signore del cielo e della terra. Yocahú è la divinità suprema, figlio e nonno mitico invisibile e intangibile come il fuoco, il vento, il sole e la luna".
Nei musei di Porto Rico ci sono molti di questi curiosi idoli, le cui forme hanno suscitato presso gli studiosi di extraterrestri molte disparate credenze e teorie.

## Economia
La principale attività economica dei Taino era l'agricoltura; utilizzavano appezzamenti di terreno chiamati conucos e avevano sistemi di irrigazione.
Coltivavano: manioca, patata, mais, peperoncino, ananas, cotone, arachidi e tabacco.
Cacciavano: piccoli roditori (hutìa), manatee, iguane, alcune varietà di uccelli e serpenti; pescavano con diverse tecniche utilizzando sia la pesca con gli ami, che con le reti, che utilizzando veleno.
Fabbricavano oggetti come l'amaca o letti di legname. Fermentavano la manioca per ottenere una bevanda alcolica chiamata uicu, mentre la tostavano al sole per ottenere una specie di pane rotondo chiamato cazabe, alimento che era importante nella loro dieta e che si trova in alcune zone dei Caraibi, soprattutto nella Repubblica Dominicana.

## Folklore
Avevano molti modi per divertirsi: il ballo, la musica, il gioco con la palla che chiamavano batú e giocavano in uno spazio chiamato batey. Questo gioco attirò l'attenzione dei primi spagnoli in quanto la palla essendo fatta di gomma e resine rimbalzava, fenomeno sconosciuto in Europa.
Si giocava tra due squadre composte anche fino a 30 giocatori, sia uomini che donne, che dovevano evitare di far cadere la palla; era permesso toccare la palla con: spalle, gomiti, gambe, piedi, qualsiasi parte del corpo escluse le mani.
Esisteva un certo numero di danze sacre chiamate areytos accompagnate da diversi strumenti, principalmente tamburi. Molto utilizzato era il tabacco.
Dai frutti dell'albero di cohoba si estraeva una polvere che si usava in una particolare cerimonia religiosa, il rituale della cohoba, nel quale il cacicco, lo sciamano e i nobili comunicavano con gli spiriti dopo aver inalato la polvere che aveva un effetto allucinogeno.

## Sterminio
Si valuta che al momento dell'arrivo di Cristoforo Colombo, in tutte le Antille abitassero circa 230.000 persone, delle quali la maggioranza era taino. Cinquant'anni dopo l'inizio della colonizzazione erano quasi completamente scomparsi.
Come tutti gli indigeni americani, erano estremamente vulnerabili alle malattie che arrivarono prima dall'Europa e poi dall'Africa, con l'arrivo degli schiavi.
Anche le condizioni di sfruttamento della popolazione taino contribuirono in maniera decisiva alla loro estinzione. In seguito al calo della forza lavoro indigena, si iniziarono ad importare degli schiavi dalle coste africane.
Di certo, in ogni caso, gli eccidi da parte degli spagnoli non furono una causa trascurabile della parziale estinzione degli indios: i conquistadores, sempre alla ricerca di oro, giungevano a bruciare i villaggi sterminando intere popolazioni, inclusi vecchi e malati. Uniche sopravvissute erano in genere le donne più giovani e le bambine, che erano catturate come prigioniere, mentre i bambini venivano trucidati.

## Discendenza attuale Taino
Nel febbraio 2018, uno studio del DNA da un dente antico ha determinato che i Taino hanno discendenti viventi a Porto Rico e ha indicato che la maggior parte dei portoricani ha un grado di ascendenza Taino. La prova del DNA mostra che una gran parte delle attuali popolazioni delle Grandi Antille ha ascendenza Taino con il 61% dei portoricani, fino al 30% dei dominicani e il 33% dei cubani che hanno DNA mitocondriale di origine Taino.
Frank Moya Pons, uno storico dominicano, ha documentato che i colonizzatori spagnoli si erano sposati con donne Taino. Con il tempo, alcuni dei loro discendenti di razza mista si sposarono con gli africani, creando una cultura creola tripartita. Le registrazioni del censimento dell'anno 1514 rivelano che il 40% degli uomini spagnoli sull'isola di Hispaniola avevano mogli Taino.
Le prove suggeriscono che alcune donne Taino e uomini africani si sposarono e vissero in comunità Maroon relativamente isolate nell'interno delle isole, dove si svilupparono in una popolazione di razza mista che era relativamente indipendente dalle autorità spagnole. Per esempio, quando la colonia della Giamaica era sotto il dominio della Spagna (conosciuta allora come colonia di Santiago), sia gli uomini che le donne Taino fuggirono sui rilievi interni dell'isola. Lì i Taino si mescolarono con gli schiavi africani fuggiti. Erano tra gli antenati dei Cimarroni giamaicani dell'est.

## Parole spagnole di origine taino
Elenco di parole che appartengono al dizionario de la Real Academia de la lengua Española e che sono di provenienza taina.
- Arepa
- Areito
- Barbacoa
- Batata
- Batey
- Bija
- Bohío
- Boricua
- Cacique
- Canoa
- Carey
- Caribe
- Casabe
- Cayuco
- Cocuyo
- Conuco
- Cuba
- Dajao
- Fotuto
- Guagua
- Guaraguao
- Guasábara
- Hamaca
- Huracán
- Hutia
- Iguana
- Jagua
- Jíbaro
- Macana
- Macuto
- Maraca
- Naiboa
- Nigua
- Piragua
- Quemí
- Sabana
- Taíno
- Yaguasa
- Zunzún